# Шофьори от ада
„Шофьори от ада“ (на английски: Hell Drivers) е британски криминален филм от 1957 година на режисьора Сай Ендфийлд по негов сценарий в съавторство с Джон Круз.
В центъра на сюжета е местен клон на голямо предприятие за превози със самосвали, в който най-добрият шофьор и управителят използват психологически натиск и стимулират различни административни нарушения, за да повишат производителността на шофьорите и да си присвоят допълнителната печалба. Главните роли се изпълняват от Стенли Бейкър, Патрик Макгуън, Пеги Къминс, Хърбърт Лом.
„Шофьори от ада“ е номиниран за награда на БАФТА за най-добър британски сценарий.